# Atherigona biseriata
Atherigona biseriata är en tvåvingeart som först beskrevs av Walker 1862.  Atherigona biseriata ingår i släktet Atherigona och familjen husflugor. Inga underarter finns listade i Catalogue of Life.